# Ла Бекерија (Фиренца)
Ла Бекерија је насеље у Италији у округу Фиренца, региону Тоскана.
Према процени из 2011. у насељу је живело 39 становника. Насеље се налази на надморској висини од 58 м.